# Chromatomyia gentianella
Chromatomyia gentianella är en tvåvingeart som beskrevs av Friedrich Georg Hendel 1932. Chromatomyia gentianella ingår i släktet Chromatomyia och familjen minerarflugor. Inga underarter finns listade i Catalogue of Life.